# Список умерших в 1003 году

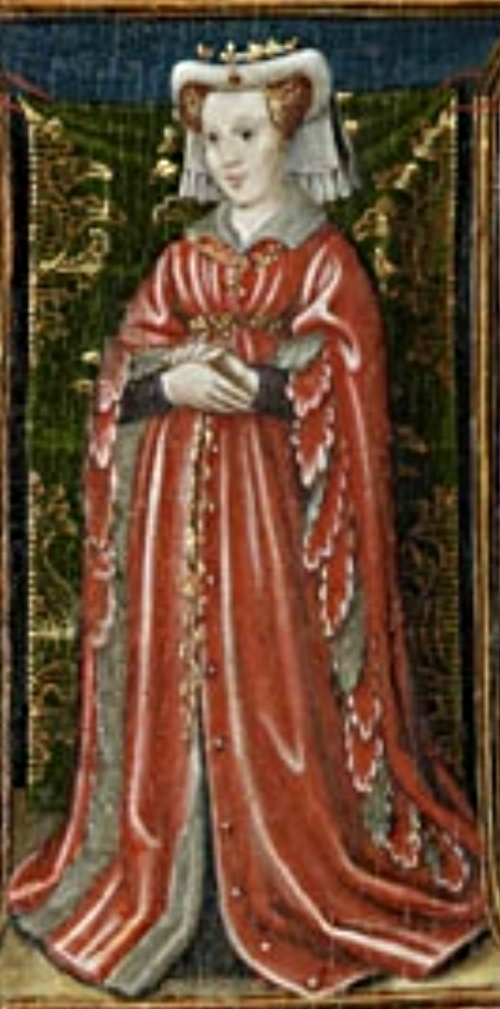
Сусанна Итальянская

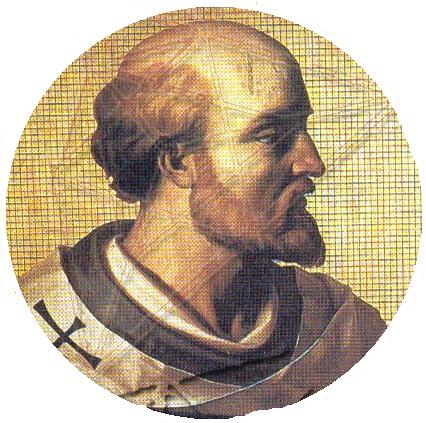
Сильвестр II

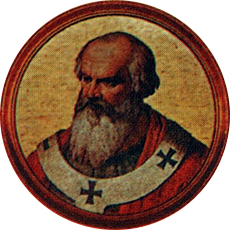
Иоанн XVII

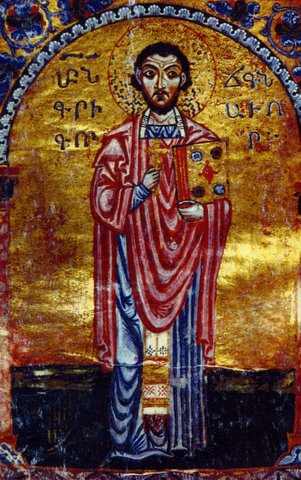
Григор Нарекаци

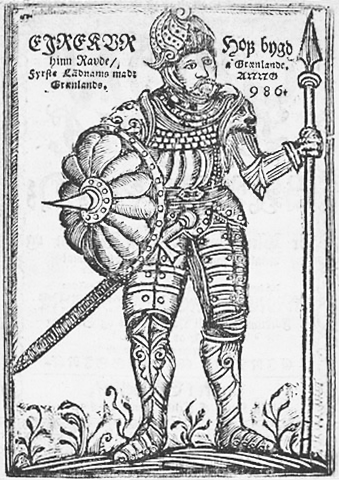
Эрик Рыжий

В этой статье представлен список известных людей, умерших в 1003 году.
См. также: Категория:Умершие в 1003 году

## Январь
- 25 января — Лотарь III фон Вальбек — маркграф Северной марки (985—1003).

## Февраль
- 7 февраля — Сусанна Итальянская — королева Франции в 988—996 годах. Жена короля Роберта II
- 25 февраля — Исарн I — граф Рибагорсы (примерно с 990), представитель Рибагорсской династии; погиб в битве при Альбесе.

## Май
- 4 мая — Герман II — герцог Швабии с 997.
- 12 мая — Сильвестр II — папа римский с 999.

## Июль
- 11 июля — Аль-Касим аль-Мансур — имам зейдистского Йемена с 999 года.

## Август
- 3 августа — Ат-Таи Лиллах — халиф из династии Аббасидов (974—991).

## Сентябрь
- 23 сентября — Беатриса Французская — графиня-консорт Бара и герцогиня-консорт Верхней Лотарингии (959—978), жена Фридриха I

## Ноябрь
- 9 ноября — Филофей[англ.] — патриарх Коптской православной церкви (979—1003)

## Декабрь
- 6 декабря — Иоанн XVII — папа римский (1003)
- 24 декабря — Вильгельм II — граф Веймара с 963

## Дата неизвестна или требует уточнения
- Абу аль-Лейс Самарканди — среднеазиатский религиозный деятель, исламский богослов, писатель и учёный.
- Владивой — князь Чехии с 1002 года
- Всеслав Изяславич — князь Полоцкий с 1001, сын Изяслава Владимировича Полоцкого, внук Владимира Святого.
- Григор Нарекаци — армянский поэт (‡ 951).
- Дидда — правительница Кашмира (980—1003).
- Ованес-Сенекерим — 1-й царь Парисоса с 958 года
- Эмма де Блуа[англ.] — герцогиня-консорт Аквитанская, жена Гильома IV
- Эрик Рыжий — исландский викинг, первооткрыватель Гренландии (по другим данным, умер в 1010 году).